# M/Y Havsörn II
M/Y Havsörn II är en svensk motorkryssare, som ritades av C.G. Pettersson och tillverkades på Gräddö båtvarv på Gräddö på Rådmansö i Norrtälje kommun som Banzai 1936 för Theodor Borell. 
År 1937 köptes hon av Olof Hirsch, som döpte henne till Dejan. Under andra världskriget låg båten krigsplacerad som gråmålad stabsbåt för Frivilliga motorbåtsflottiljen på Gillinge i Stockholms skärgård.
År 1944 köptes hon av Sven Jeansson (1904-1985) i Kalmar, som målade henne vit och bytte namnet till Havsörn II. Den ursprungliga Hesselmanmotorn byttes 1957 till en Volvo Penta MD 67.
Båten k-märktes 2016.